# Schüttelreim
Der Schüttelreim ist ein Doppelreim, bei dem die Einzelphoneme oder Konsonantencluster im Anlaut der letzten beiden betonten Silben miteinander vertauscht werden. Im Englischen wird die Methode der Vertauschung als Spoonerismus bezeichnet, im Französischen als „contrepèterie“.

## Geschichte
Der Schüttelreim ist eine im deutschen Sprachraum seit dem 13. Jahrhundert bekannte Gedichtform. Seit dem 19. Jahrhundert werden Schüttelreime hauptsächlich für vergnügliche Zweizeiler verwendet. Der Begriff „Schüttelreim“ wird seit Ende des 19. Jahrhunderts verwendet. Beliebt war die Form in Zeitschriften wie dem Kladderadatsch, den Fliegenden Blättern, dem Simplicissimus und der Jugend.
Schüttelreime sind weitgehend eine Besonderheit der deutschen Literatur. Verwandt ist der ungarische kecskerím. Hingegen stammen neulateinische versiculi quassati, englische und französische Beispiele meist von Autoren mit deutscher Muttersprache.

## Beispiele
Ich fuhr mit meinem Leiterwagen,

wo Steine und so weiter lagen.
Die Kadenzen können stumpf oder klingend sein. Beispiel: „Er würgte eine Klapperschlang’, / bis ihre Klapper schlapper klang.“ mit stumpfer Kadenz. Gängiger ist die Version „Es klapperten die Klapperschlangen, bis ihre Klappern schlapper klangen.“ mit klingender Kadenz.

Weitere Beispiele:
Du sollst ein krankes Nierenbecken

nicht mit zu kalten Bieren necken.

Auch sollte man bei Magenleiden

den Wein aus sauren Lagen meiden.

Glaub nicht, dass alle Zungen lügen,

die warnen vor den Lungenzügen!

[…]
(Eugen Roth)
Venedig
Die Traumstadt muss zum Märchen passen,

nicht nur den Hochzeitspärchen-Massen,

wie meist man’s von Ven-edig liest.

Auch mancher, der noch ledig ist,

zu zweit sich eine Barke mietet,

wo Herrlichstes San Marco bietet.

[…]
(Eugen Roth)
Beim Saufen hocken Haferbrauer

im Haufen Socken braver Hauer.
(Dieter Brandl)
Die geschüttelten Buchstaben müssen nicht gleich sein. Es genügt, wenn sie gleich oder ähnlich lauten:
Frauengroll:

Grauenvoll!
(Clemens Plassmann; strenggenommen nicht ganz sauber geschüttelt, weil ein r verlorengeht)
Auch der Glottisschlag, der im Deutschen nicht geschrieben wird, kann geschüttelt werden:
Erst isst du mit den Indern Reis,

dann gibst du deinen Rindern Eis!
Bei Wörtern mit einer Konsonantengruppe am Wortanfang kann man auch nur einen dieser Konsonanten verschieben.
Ich brauche jetzt erst recht den Scheck,

sonst krieg ich einen echten Schreck!
Hier wird zum Beispiel nur das „r“ in Schreck verschoben anstatt „schr“. Außerdem verschmelzen manchmal hintereinander folgende, gleichklingende Konsonanten (hier im Beispiel „t“ und „d“) zu einem einzigen Konsonanten (im Beispiel „t“), da dies gleich bzw. ähnlich klingt oder es entfällt ein stummes „h“ und wird zu einem langen Vokal oder einem Doppelvokal.
Es wurden ganze Bücher in Schüttelreimform herausgegeben, wie beispielsweise Versionen des Faust oder ein Opernführer. Viele Sprachkabarettisten haben traditionelle Texte, etwa Volksmärchen, in Schüttelreimen erzählt.

### Doppelter Überzwerch-Schüttelreim
Eine Sonderform stellen vierfach abgewandelte Vierzeiler dar, bei denen auch die Vokale der Schüttelsilben vertauscht werden (sog. doppelter Überzwerch-Schüttelreim):
Ein Wagen fuhr in Gossensaß

durch a [d. i. eine] tiefe Soßengass,

sodass die ganze Gassensoß

sich über die Insassen goss.
Den Arm um sie geschlungen zag,

fragt er mit sanftem Zungenschlag:

„Was war das für ein Schlangenzug,

der mich in deine Zangen schlug?“
Oder mit Kreuzstellung der Schüttelpaare:
Es war einmal ein Leibesriese,

der machte eine Liebesreise.

Des Abends sprach er: „Reib es, Liese!“

Und Liese kam und rieb es leise.
(Johannes Rövenstrunck)
Auf ihre Fahnen warten Hisser

und trinken starkes Hirtenwasser.

Da urteilen die harten Wisser:

„Na, ihr seid keine Wirtenhasser!“
(Dieter Brandl)
Mythologische Momentaufnahme
An dem Felsen Weiber lehnen,

eingehüllt in Weberleinen,

die Prometheus’ Leib erwähnen

und um seine Leber weinen.
Ein Schüttelreim kann auch in einen Liedtext eingeflochten sein, wie bei einem Vers im Lied „Macho Macho“ von Rainhard Fendrich: „Willst Du behaarte Männerbrust, Du nicht über den Brenner mußt.“

## Schüttelreimsammlungen
- Hans Arthur Thies (Hrsg.): Zwei Knaben auf dem Schüttelrost. Die schönsten und neuesten Schüttelreime, Klapphornverse, Leberreime, Schnadahüpfl und Limericks. Verlag Braun & Schneider, München 1954.
- Benno Papentrigk (d. i. Anton Kippenberg): Schüttelreime. Insel Verlag, Leipzig 1939 (1942: Insel-Bücherei Nr. 219/3).
- Werner Friedrich Braun: Zur mittelalterlichen Vorgeschichte des Schüttelreims. In: GRM 44 (1963), S. 91–93.
- Manfred Hanke: Die schönsten deutschen Schüttelgedichte. Deutsche Verlagsanstalt, Stuttgart 1967.
- Clemens Plassmann (Pseudonym: C. Palm-Nesselmanns): Schüttelreime. DVA, Stuttgart 1967.
- Franz Mittler: Gesammelte Schüttelreime. Hrsg.: Friedrich Torberg. 2. Auflage. Piper Verlag, München 1998, ISBN 3-492-21642-0.
- Wendelin Überzwerch (Hrsg.): Aus dem Ärmel geschüttelt. J. Engelhorns Nachf. Stuttgart 1935, gekürzte Neuauflage Deutscher Bücherbund, Stuttgart 1967.
- Leo Kettler: Die Rattenleier: Schüttelreime – Lieder – Holzschnitte. Aphaia Verlag, Berlin 1989, ISBN 3-926677-07-4.
- Erich Mühsam: Mühsam’s Geschütteltes. Zusammengestellt von Reiner Scholz, Stadt- und Universitätsbibliothek der Stadt Frankfurt am Main 1994, ISBN 3-88131-075-4.
- Miguel Herz-Kestranek (Hrsg.): Gereimte Sammelschüttler. Mit Wortspenden geistreicher Schüttelgenossen. Brandstätter, Wien 1995, ISBN 3-85447-606-X.
- Miguel Herz-Kestranek (Hrsg. und Mitschüttler): Mir zugeschüttelt. Neueste und allerneueste Schüttelreime aus österreichischem Volksmund von Apetlon bis Zürs. Brandstätter, Wien 1999, ISBN 3-85447-838-0.
- Werner Sutermeister: Der fröhliche Apfelbaum. 2. Auflage. Gute Schriften, Bern 1973, ISBN 978-3-7185-0383-4.
- Erwin Thieleke: Erwin macht ein Gedicht – dann brauch’ ich keine Rosen … Schuettel-Schuettel 1000 heitere Schüttelreime. Media Tec, Baden-Baden 2009, ISBN 978-3-931387-32-7.
- Natalie Fischer (Hrsg.): Ferien, die schönste Zeit des Jahres. Schüttelreime. Mit Illustrationen von Klaus Päkel. MONS Verlag, Berlin 2016, ISBN 978-3-946368-08-3.